# Revlon
Revlon ist ein US-amerikanisches Unternehmen mit Sitz in New York.
Das Unternehmen beschäftigt rund 6000 Mitarbeiter und produziert verschiedene Kosmetikartikel. Präsidentin und CEO des Unternehmens ist seit 2018 Debbie Perelman.

## Unternehmensgeschichte
Gegründet wurde das Unternehmen 1932 durch die Brüder Joseph und Charles Revson sowie dem Chemiker Charles Lachman. Revlon begann mit einem einzigen Produkt, einem Nagellack, und wurde zum ersten großen Nagellackhersteller. Obwohl Revlon während der Zeit der schweren Wirtschaftskrise in den USA, der Great Depression, gegründet wurde, konnte das Unternehmen bestehen und wachsen. Dabei profitierte es sehr stark von der Mode der Dauerwelle, mit dem die Eröffnung zahlreicher Frisiersalons (beauty salons) einherging, und dem zunehmenden Bewusstsein der Frauen für Make-up. Revlon konzentrierte sich vollständig auf diesen Markt und verlangte zugleich hohe Preise für qualitativ hochwertige Produkte. Dabei weitete es sein Angebot auf andere Produkte, vor allem Lippenstift, aus. Bis 1941 war Revlon nahezu Monopollieferant für Lippenstift für etwa 100.000 Beauty-Salons und sein Erfolg steigerte sich, als es begann, farbige Lippenstifte in Abstimmung mit unterschiedlichen Gemütslagen und Wetterbedingungen zu liefern. Die Kampagne mit dem Titel „matching lips and fingertips“, bei dem Revlon erstmals die Farben von Lippenstift und Nagellack aufeinander abstimmte, brachte weiteren Erfolg. Zum Ende des Zweiten Weltkriegs war Revlon auf diese Weise der zweitgrößte Produzent für Make-up-Produkte nach Estée Lauder. Nach dem Zweiten Weltkrieg weitete Revlon seine Produkte im Bereich Kosmetik aus. Auch in den 1950er Jahren nutzte Revlon geschickt Kampagnen für den Erfolg. So startete Revlon 1952 die erfolgreiche „Fire and Ice“-Kampagne, die bewusst an der Grenze zur sexuellen Freizügigkeit angesiedelt war und so den biederen und prüden Moralvorstellungen der US-Amerikaner gegenübergestellt wurde. Auch die Möglichkeiten der Fernsehwerbung erkannte Revlon und 1955 wurde Revlon Hauptsponsor der beliebten Fernseh-Quizshow „The $64.000 Question“. Der Einfluss auf die Kosmetikverkäufe war enorm und der Gewinn von Revlon verdoppelte sich im Jahr 1956.
In den 1960er Jahren erweiterte Revlon die Produktpalette um Hautpflegeprodukte, Shampoos, Haarspray, Parfum, Lotionen und sogar eine Serie von Pflegeprodukten für Männer. Mit der Einführung eines besonders preiswerten Parfums mit dem Namen „Charlie“ erreichte Revlon vor allem junge Kundinnen und schuf so eines der erfolgreichsten Produkte der Kosmetikgeschichte in den Vereinigten Staaten. 1975 verstarb Unternehmensgründer Charles Revson und Michel Bergerac übernahm die Unternehmensleitung.
Im November 1985 wurde Revlon von dem US-amerikanischen Unternehmen MacAndrews & Forbes übernommen, das Ronald Perelman gehört. 2010 hatte Revlon etwa 6800 Mitarbeiter, 2016 waren es 5700 und 2021 6000. 2016 übernahm Revlon das von Elizabeth Arden gegründete Unternehmen Elizabeth Arden Inc. Nach einer Zeit mit häufigen Wechseln in der Leitung (David L. Kennedy ab 2006, Alan T. Ennis ab 2009, Lorenzo Delpani ab 2013, Fabian Garcia ab 2016) hat das Unternehmen seit 2018 mit Debbie Perelman erstmals einen weiblichen CEO.
Am 16. Juni 2022 beantragte Revlon ein Insolvenzverfahren nach Chapter 11. Im April 2023 beendete das Unternehmen die Insolvenz. Ronald Perelman schied als Teilhaber aus.